# Kateřina Baďurová
Kateřina Janků, rozená Kateřina Baďurová (* 18. prosince 1982 Ostrava), je česká atletka, tyčkařka v současné době působí jako trenérka.

## Životopis
V dětství se věnovala několik let gymnastice. Kvůli zdravotním problémům však musela gymnastiky zanechat a ze sportů si vybrala atletiku. Nejprve začínala se sprintem (v šestnácti letech běhala 60 m za 7,70 s a 100 m za 12,36 s), teprve pak se zaměřila na skok o tyči. Jejím vzorem byla Daniela Bártová, která také původně provozovala gymnastiku a se kterou se Baďurová znala už od čtyř let.
Její první zkušenost se skokem o tyči byla špatná: „skončila jsem ve výšce dvou metrů,“ vzpomíná. Brzy se ale prosadila v české špičce a ve své věkové kategorii i do světové elity - na mistrovství světa atletů do 17 let v Bydhošti obsadila v roce 1999 páté místo, když ji na cestě za případným dalším zlepšením zastavilo zranění stehenního svalu. Kvůli výronu neuspěla o dva roky později na mistrovství Evropy juniorů v italském Grossetu.
V roce 2002 se dvakrát nominovala na mistrovství Evropy, ale v hale ani pod otevřeným nebem se nedokázala probojovat z kvalifikace, vinou zdravotních problémů i změny techniky. Zdraví ji pak další dva roky vyřadilo ze světových stadionů.
Návrat se jí ale podařil, dostala se jako třetí Češka v historii (po Bártové a Hamáčkové) přes 4,50 m, výkonem 4,52 se v červenci v Praze dostala na druhé místo českých historických tabulek a dokonce atakovala český národní rekord. Na halovém mistrovství světa v Budapešti skončila ale výkonem 4,10 m až sedmnáctá. Letní měsíce jí přinesly relativně snadno splněný kvalifikační limit na letní olympijské hry v roce 2004 v Athénách. Kvalifikací prošla bez zaváhání včetně požadovaných 4,40 m, ale ve finále ubrala dvacet centimetrů a skončila dvanáctá.
Na konci roku 2004 ji postihlo zranění kotníku, ze kterého se dávala do pořádku celý následující rok, absolvovala jediný ostrý start na Zlaté tretře v Ostravě.
Ani následující halová sezóna nenaznačovala návrat na předchozí výkonnost, ale v létě se aspoň kvalifikovala na mistrovství Evropy do Göteborgu, kde ale znovu vypadla v kvalifikaci. Podobný výpadek ji potkal na mistrovství světa v hale v roce 2007.
Dne 14. února 2007 se ale stala českou rekordmankou, když v Praze skočila 465 centimetrů, o 1 cm více než o dvě hodiny dříve Pavla Rybová . 27. června 2007 překonala v Ostravě na závodu Zlatá tretra svůj rekord výkonem 466 centimetrů.
Další zlepšení zaznamenala 7. srpna 2007, kdy skočila v soutěži Super Grand Prix ve Stockholmu 470 cm.
Na mistrovství světa v Ósace odcestovala na šestém místě světových tabulek. Bez potíží se kvalifikovala, ve finále ale prožila kritickou chvíli, když po vynechání 4,65 m až na třetí pokus vyrovnala svůj český rekord. Vzápětí ale 4,75 m zvládla na první pokus a počtvrté v životě překonala český rekord. Nakonec podlehla jen Isinbajevové z Ruska a získala stříbro.
V zářijovém Světovém atletickém finále, kde startovalo osm tabulkově nejlepších tyčkařek z roku 2007 obsadila 6. místo výkonem 460 cm.
Začátkem roku 2008 na soustředění v Tenerife si při jednom z tréninků prolomila pravé koleno a 22. ledna podstoupila plastiku křížového vazu v Českých Budějovicích. Operace proběhla bez komplikací. V dubnu začala koleno pomalu zatěžovat a v červenci se jí v Plzni podařilo splnit B limit (435cm) na olympijské hry v Pekingu. Dne 16. srpna startovala v kvalifikaci olympijského turnaje, ale neskočila základní výšku. Fyzicky byla připravena dobře, ale před očima stále viděla ono zranění kolene bála se skočit. Tento psychický blok (strach ze zranění) se jí už nepodařilo nikdy zcela odstranit.
V roce 2009 jí trápila pata a když už se konečně zotavila, v zimě 2010 jí magnetická rezonance v levém koleni odhalila poškozený vaz, který se v dubnu přetrhl. Stála proto před otázkou, zdali podstoupit plastiku vazu nebo ukončit aktivní kariéru.Dne 29. dubna 2010 oznámila ukončení kariéry. a od 1. října téhož roku se stala šéftrenérkou tohoto sportovního oddílu.
Jde o členku oddílu Dukla Praha, kde ji trénoval Boleslav Patera, v současnosti zde působí jako šéftrenérka.
Vystudovala Vysokou školu ekonomie a managementu, kde získala titul Ing.

## Soukromý život
Žije s výškařem Tomášem Janků, za něhož se dne 11. září 2010 na zámku v Liblici provdala. Když překonala poprvé český rekord 4,65 m, obdaroval ji kyticí 465 růží. Mají spolu dvě dcery, Ellen a Nikolet.
Má staršího bratra Petra.
V roce 2012 se účastnila jako soutěžící taneční soutěže StarDance ...když hvězdy tančí, kterou nakonec vyhrála.